# Choi Yeong-bae
Choi Yeong-bae (koreanisch 최영배; * 9. November 1938 in Seoul) ist ein ehemaliger südkoreanischer Eisschnellläufer.
Choi nahm international einzig an den Olympischen Winterspielen 1960 in Squaw Valley und an den Olympischen Winterspielen 1964 in Innsbruck teil. Dabei belegte er im Jahr 1960 den 42. Platz über 1500 m, den 34. Rang über 5000 m sowie den 28. Platz über 10.000 m und im Jahr 1964 den 42. Platz über 500 m, den 40. Rang über 1500 m, den 31. Platz über 10.000 m sowie den 17. Platz über 5000 m.

## Persönliche Bestzeiten
| Disziplin | Zeit        | Datum           | Ort       |
| --------- | ----------- | --------------- | --------- |
| 500 m     | 44,8 s      | 4. Februar 1964 | Innsbruck |
| 1500 m    | 2:20,3 min  | 6. Februar 1964 | Innsbruck |
| 5000 m    | 8:03,4 min  | 5. Februar 1964 | Innsbruck |
| 10.000 m  | 17:31,3 min | 7. Februar 1964 | Innsbruck |